# Вайтхаас, Антье
Антье Вайтхаас (нем. Antje Weithaas; род. 1966) — немецкая скрипачка и музыкальный педагог.

## Биография
Родилась и выросла в ГДР, окончила Берлинскую Высшую школу музыки имени Эйслера. В 1985 г. разделила первую премию Международного конкурса молодых скрипачей имени Кароля Липинского и Генрика Венявского в Люблине, в 1991 г. стала первым победителем Международного конкурса скрипачей имени Йозефа Иоахима в Ганновере.
Вместе со своим постоянным концертмейстером Сильке Авенхаус записала скрипичные сонаты Мендельсона, Шуберта, Брамса, Сен-Санса, Форе, Равеля. В записи одного из фортепианных квартетов Брамса вместе с Вайтхаас участвовали Борис Пергаменщиков, Ким Кашкашьян и Ларс Фогт. Выступает также в дуэте со скрипачом Кристианом Тецлаффом и в составе струнного квартета с Жаном Гиэном Кейра, Даниэлем Сепеком и Табеей Циммерман.